# Култ Разума
Култ Разума (фр. Culte de la Raison) је био култ успостављен у Француској током периода Француске револуције као замена за католичку религију и била је прва атеистичка религија коју је одобрила нека држава.

## Историја
Противљење католичкој цркви и њеним правилима присутно је још од избијања Француске револуције. Након што је 1792. године проглашена Прва француска република, оно је још израженије. Дехристијанизација Француске мотивисана је политичким и економским проблемима и интересима. Развија се и филозофија буржоазије. Жак Ебер, Жозеф Фуше и други истакнути револуционари били су противници католичке цркве. Јачање утицаја ебертоваца праћено је јачањем антихришћанског покрета у народнима масама, а пре свега покрета против католичке цркве. Тај покрет започео је још 1792. године када је највећи број католичког свештенства одбио да преда заклетву. Тај непријатељски став према цркви помогао је ебертовцима да развију широку атеистичку и антихришћанску агитацију. По њима крајњи циљ револуције није био само политичка, већ и друштвена једнакост.
Култ је тежио усавршавању човечанства кроз постизање Истине и Слободе, а принцип вођења ка овом циљу било је вежбање Разума.
Дехристијанизација Француске и успостављање Култа Разума тековина је јакобинског терора. Прва мера је увођење револуционарног календара. Конвент је одлуку донео 5. октобра. Година је подељена на 12 месеци од по 30 дана, сваки месец у три декаде којима се додавало 5 или 6 дана (санкилотски празници). Декада је заменила недељу, а декадни празници верске католичке. Месеци добијају песничка имена. Година се рачуна од 22. септембра 1792. године када је проглашена Француска република. Дана 16. бримера Конвент је донео одлуку да се свака општина мора одрећи католичке вере. Црква Нотр Дам посвећена је Разуму. Развија се култ мученика, настао од народног обожавања Жан Пола Маре. Уз њега су стављени и Лепелетје и Шалије које је гиљотинирала лионска контрареволуција. Створено је револуционарно тројство. Њихове слике замењују иконе у црквама које постају храмови Разума. Робеспјер је био против дехристијанизације и успео је у Конвенту издејствовати слободу исповедања вере. Он је творац "Култа Врховног бића". Те 1794. године се Култ Разума сусреће са одбацивањем због Робеспјера који се приближавао потпуној диктаторској моћи и његове најаве успостављања нове деистичке религије за Републику.
Робеспјер је нападао ебертовце политички и филозофски основаним оптужбама. Култ Врховног бића слаби Култ Разума. Ебер, Моморо, Ронсин и други ебертовци послати су на гиљотину 4. жерминала 2. године Републике (24. марта 1794) те култ губи вођство. Погубљењем последњих ебертоваца гаси се и Култ Разума. Званично га је својим Законом о култовима забранио Наполеон Бонапарта 18. жерминала 10. године Републике.